# Stephan Freigang
Stephan Freigang (Alemania, 27 de septiembre de 1967) es un atleta alemán retirado, especializado en la prueba de maratón en la que llegó a ser medallista de bronce olímpico en 1992.

## Carrera deportiva
En los JJ. OO. de Barcelona 1992 ganó la medalla de bronce en la maratón, recorriendo los 42,195 km en un tiempo de 2:14:00 segundos, tras el surcoreano Hwang Young-Cho y el japonés Koichi Morishita.